# Таблица для проверки зрения
Таблица для проверки зрения (таблица для проверки остроты зрения, оптометрическая таблица) — таблица разнообразных символов (оптотипов), выстроенных по строчкам таблицей с постепенным уменьшением их размера, для проверки остроты зрения человека.
Следует различать собственно таблицы для проверки и оптотипы — конкретные наборы символов, используемых для их построения.

## Типы таблиц
В разных странах применяются различные таблицы. Наиболее известны таблицы Снеллена, Сивцева, Головина, Орловой,  LogMAR, LEA, таблица Monoyer, Джегера и другие.
Таблицы подразделяются на два основных типа — использующие буквы (символы) различных алфавитов и использующие иные символы.
Первые используются чаще из-за простоты работы с ними как для врача, так и пациента.
Вторые используются в двух основных случаях:
1. когда врач полагает, что пациент выучил буквенную таблицу наизусть;
2. для работы с пациентами, не знающими (не понимающими) используемый в таблице алфавит, - для иностранцев, неграмотных, страдающих дислексией и малолетних детей.

Таблицы для малолетних детей (например, таблица Орловой) могут также рассматриваться как отдельный подтип, поскольку такие пациенты в силу возраста, как правило, заведомо незнакомы с алфавитом, и использование таких таблиц ограничено детскими лечебными учреждениями.

## Оптотипы
В качестве оптотипов чаще всего используются:
- буквы алфавита, характерного для языка страны, где проводится проверка;
- кольца Ландольта;
- пиктограммы.

## Галерея
- Типичная таблица Снеллена
- Японская оптометрическая таблица
- Проверка остроты зрения (Австралия, 1946 год)